# 莫米 (印第安纳州)
莫米（英語：Maumee）是位於美國印地安納州傑克遜縣的一個非建制地區。該地的面積和人口皆未知。